# Aplaus (film)
Aplaus je český televizní film scenáristů Václava Šaška a Věry Šaškové a režiséra Jaroslava Brabce z roku 2012 o dvou hudebnících (Máša Málková a David Švehlík), kteří cestou z koncertu srazí autem staršího muže. Film se původně měl jmenovat Duo, další pracovní název filmu byl Duet. Film je inspirován skutečným případem.

## Inspirace skutečným případem
Scenáristu inspiroval skutečný případ z roku 2006, kdy byl na Blanensku autem sražen patnáctiletý chlapec. Toho náraz pravděpodobně vymrštil tak, že přeletěl střechu auta a rozbitým zadním oknem spadl do zavazadlového prostoru. Auto pokračovalo dál v jízdě, řidič objevil zraněného chlapce v zavazadlovém prostoru vozidla až doma a místo poskytnutí pomoci jej v bezvědomí odvezl na kraj lesa. Chlapec se zlomenýma oběma nohama a otřesem mozku se s vypětím sil doplazil k silnici, kde byl nalezen a zachráněn.
Řidič byl odsouzen za pokus vraždy k 12 rokům vězení, jeho přítelkyně (spolujezdkyně) k podmíněnému trestu.
Případ znovu připomněla média v roce 2014 poté, kdy Nejvyšší soud odmítl žalobu firmy, která byla majitelem automobilu a domáhala se na chlapci, jenž byl viníkem nehody, náhrady škody, protože se příčí dobrým mravům.

## Děj
Zpěvačka Hana Podlipná (Máša Málková) a klavírista Daniel Heger (David Švehlík) jsou manželé a tvoří spolu komorní duo. Hana zpívá, Dan ji doprovází na klavír. Bydlí spolu v domě s Hančinou matkou Karolínou (Jitka Smutná) a chtějí spolu mít co nejdříve dítě. Zvítězí v prestižní soutěži, stávají se slavnými a je o ně zájem. Agentura je začne posílat na mnoho různých soutěží. Některé jsou lepší, jiné horší. Hančin otec Sváťa (Svatopluk Skopal) chce Hance a Danovi na koupeném pozemku postavit dům a dát jim ho.
Pak, když jedné noci jedou z oslavy domů, srazí autem opilého souseda Vondráka (Oldřich Vlach). Ten ale vstane, zanadává, ale jejich pomoc odmítne, nic se mu nestalo. Odejde dál a Dan řekne Hance, která řídila, aby si sedla na místo spolujezdce a on bude řídit. Přijedou domů, ale Hanka je vystresovaná a pak požádá Dana, aby se jel na místo znovu podívat. Dan jede, ale nikoho nenajde. Zavolá Hance, že je všechno v pořádku a že přijede. Za chvíli si ale u stromu všimne ležícího Vondráka. Mluví na něj, třese s ním, ale muž nereaguje. Dan zavolá sanitku a policii, pak mu projíždějící auto rozbije mobil. Dan pak jede domů, před domem je Hanka, pláče a je jí špatně. Dan se rozhodne, že jí to radši neřekne, jen jí řekne o rozbitém mobilu. Pak jdou spolu do domu a Hanka uvaří čaj.
Druhý den Hanka řekne, že jela k Vondrákovým. Dan si myslí, že už to ví, ale Hanka řekne, že nebyl nikdo doma. Pak jdou na nákup. V obchodě však potkají Vondrákovu manželku (Jaroslava Obermaierová), které jiná žena řekne upřímnou soustrast. Dan se pak Hance ke všemu přizná, že jí to neřekl, protože jí bylo špatně. Jdou se přiznat na policii. Jejich neštěstí přitahuje bulvár, agent (Andrej Bestchastny) zmizí a Vondráková jim před domem nadává.
Jejich velmi šťastné soužití se hroutí, začínají se hádat. Dan se pak nerad rozhodne, že se odstěhuje do bytu svého kamaráda Hynka (Jan Vondráček) a jeho manželky, kteří bydlí jinde a nechtějí, aby v jejich bytě bydlel někdo cizí. Hanka a Dan i přestanou společně pracovat.
Účastní se rekonstrukce nehody. Když pak jdou naposledy na policii, řekne jim vyšetřovatel, že srážka způsobila panu Vondrákovi jen pohmožděninu na noze a že Vondrák zemřel, protože se udusil zvratky. Také řekne, že tohle věděli už předtím, než k nim Hanka a Dan přišli. Ti jsou v šoku. Vyšetřovatel jim řekne, že si mohou vzít zpátky svoje auto.
Hanka s Danem k sobě mají zase blízko, hádky zmizely. Hanka se nabídne Danovi, že ho sveze, ale Dan řekne, že to má jen kousek tramvají. Je na nich ale poznat, že moc chtějí odjet spolu, ale neřeknou to nahlas. Je tak vidět, že se Hanka a Dan stále milují a že moc chtějí být spolu. Film končí tím, že plačící Hanka vytočí Danovo číslo. Je naznačeno, že se Hanka a Dan k sobě vrátí.

## Obsazení
| Máša Málková           | zpěvačka Hana Podlipná        |
| David Švehlík          | klavírista Daniel Heger       |
| Oldřich Vlach          | Vondrák                       |
| Jitka Smutná           | Karolína Podlipná, matka Hany |
| Lenka Vlasáková        | profesorka zpěvu              |
| Jan Vondráček          | Hynek                         |
| Andrej Bestchastny     | agent                         |
| Jana Pidrmanová        | Lydie                         |
| Svatopluk Skopal       | Sváťa Podlipný, otec Hany     |
| Jaroslava Obermaierová | Vondráková                    |
| Jan Vlasák             | major Nádvorník               |
| Michaela Doubravová    | Klára                         |
| Daniel Fikejz          | Klein                         |
| Radka Rüster           | Alena                         |
| Miloslav Tichý         | Slávek                        |
| Pavel Nečas            | advokát Severa                |
| Daniel Adam            | kameraman reportážního štábu  |
| Jiří Svoboda           | reporér TV                    |
| Olga Jelínková         | soutěžící dívka               |
| Petr Florián           | policista s vysílačkou        |
| Martin Preiss          | policista s cigaretou         |
| Michal Kern            | podpraporčík                  |
| Jana Šeblová           | lékařka záchranné služby      |
| Jaromír Meduna         | vedoucí kina                  |
| Marie Spurná           | ředitelka v kapli             |